# Eupatorium album
Eupatorium album es una planta herbácea de la familia Asteraceae natural de Norteamérica, desde Texas a Connecticut, y al interior hasta Indiana.

## Descripción
Al igual que otros miembros del género Eupatorium, Eupatorium álbum tiene un gran número de pequeñas cabezas de flores blancas. Las cabezas de las flores tienen 4-5 flósculos del disco cada uno, pero sin flores liguladas. La planta alcanza un tamaño de 50-100 cm de altura, por lo que es una de las más pequeñas especies de Eupatorium.
Eupatorium album es capaz de hibridar con otras especies de Eupatorium incluyendo Eupatorium sessilifolium y Eupatorium serotinum. Su apariencia es similar a Eupatorium altissimum, pero se diferencia en que las brácteas (ubicadas en la base de la cabeza de la flor) se estrechan largas en un punto.

## Hábitat
Eupatorium album crece en zonas secas, abiertas, como las líneas de energía, campos antiguos y laderas erosionadas. No va a crecer bajo un dosel de sombra, pero se puede encontrar en algunos bosques abiertos como pinares.

## Taxonomía
Eupatorium album fue descrita por Carlos Linneo y publicado en Species Plantarum 2: 838. 1753.
Etimología
Eupatorium: nombre genérico que viene del griego y significa "de padre noble". Cuyo nombre se refiere a Mitrídates el Grande, que era el rey del Ponto en el siglo I a. C. y a quien se le atribuye el primer uso de la medicina. De hecho, las especies de este género, a lo largo del tiempo, han tomado diversas denominaciones vulgares referidas sobre todo a la medicina popular, esto sirve para resaltar las propiedades de Eupatoria, aunque actualmente este uso se ha reducido algo debido a algunas sustancias hepatotóxicas presentes en estas plantas.
album: epíteto latíno que significa "de color blanco".
Sinonimia
- Uncasia alba (L.) Greene
- Eupatorium fernaldii R.K.Godfrey
- Eupatorium glandulosum Michaux
- Eupatorium petalodium Britton ex Small
- Eupatorium petaloideum Britton ex Britton
- Eupatorium stigmatosum Bertol. 1846 not Meyen & Walp. 1843 nor Chodat 1843
- Uncasia petaloidea (Britton ex Small) Greene[9]